# Årnarp
Årnarp este o arie protejată (arie specială de conservare — SAC, sit de importanță comunitară — SCI) din Suedia întinsă pe o suprafață de 8,4 ha, integral pe uscat.

## Localizare
Centrul sitului Årnarp este situat la coordonatele 56°41′12″N 12°59′20″E / 56.6868°N 12.989°E.

## Înființare
Situl Årnarp a fost declarat sit de importanță comunitară în ianuarie 1997 pentru a proteja 1 specie de plante. Situl a fost protejat și ca arie specială de conservare în martie 2011.

## Biodiversitate
Situată în ecoregiunea continentală, aria protejată conține 1 habitat natural: Păduri aluvionare cu Alnus glutinosa și Fraxinus excelsior (Alno-Padion, Alnion incanae, Salicion albae).
La baza desemnării sitului se află o specie protejată de  plante: Bryhnia novae-angliae.